# مقاومت یهودی در اروپای تحت اشغال آلمان
مقاومت یهودیان در اروپای تحت حاکمیت آلمان انواع گوناگونی از فعالیت‌های زیرزمینی سازمان یافته توسط یهودیان در سراسر اروپای تحت اشغال آلمان نازی در جریان جنگ جهانی دوم را شامل می‌شد. به گفته یهودا بائر، مقاومت یهود تعریف به همه اقداماتی می‌شود که علیه قوانین و اقداماتی که آلمانی‌ها انجام می‌دادند، صورت می‌گرفت. این اصطلاح به ویژه با هولوکاست مرتبط است و شامل بسیاری از واکنش‌های گوناگون اجتماعی توسط افراد تحت ستم، از جمله مقاومت بدون خشونت و نیز مسلحانه توسط خود یهودیان، می‌شود.
به دلیل قدرت نظامی آلمان نازی و متحدانش، و همچنین سامانه اداری مبنی بر گتوسازی و دشمنی بخش‌های گوناگون مردم غیرنظامی محلی، تعداد کمی از یهودیان توانستند از دیدگاه نظامی در برابر راه حل نهایی مقاومت کنند. با این وجود، موارد زیادی از تلاش برای مقاومت در اشکال گوناگون دیگر وجود دارد؛ از جمله بیش از صد خیزش مسلحانه یهودی. از دیدگاه تاریخ‌نگاری جنگ جهانی دوم، بررسی مقاومت یهودیان در برابر حکومت آلمان جنبه مهمی از مطالعات هولوکاست به‌شمار می‌رود.

## انواع مقاومت

### در گتوها

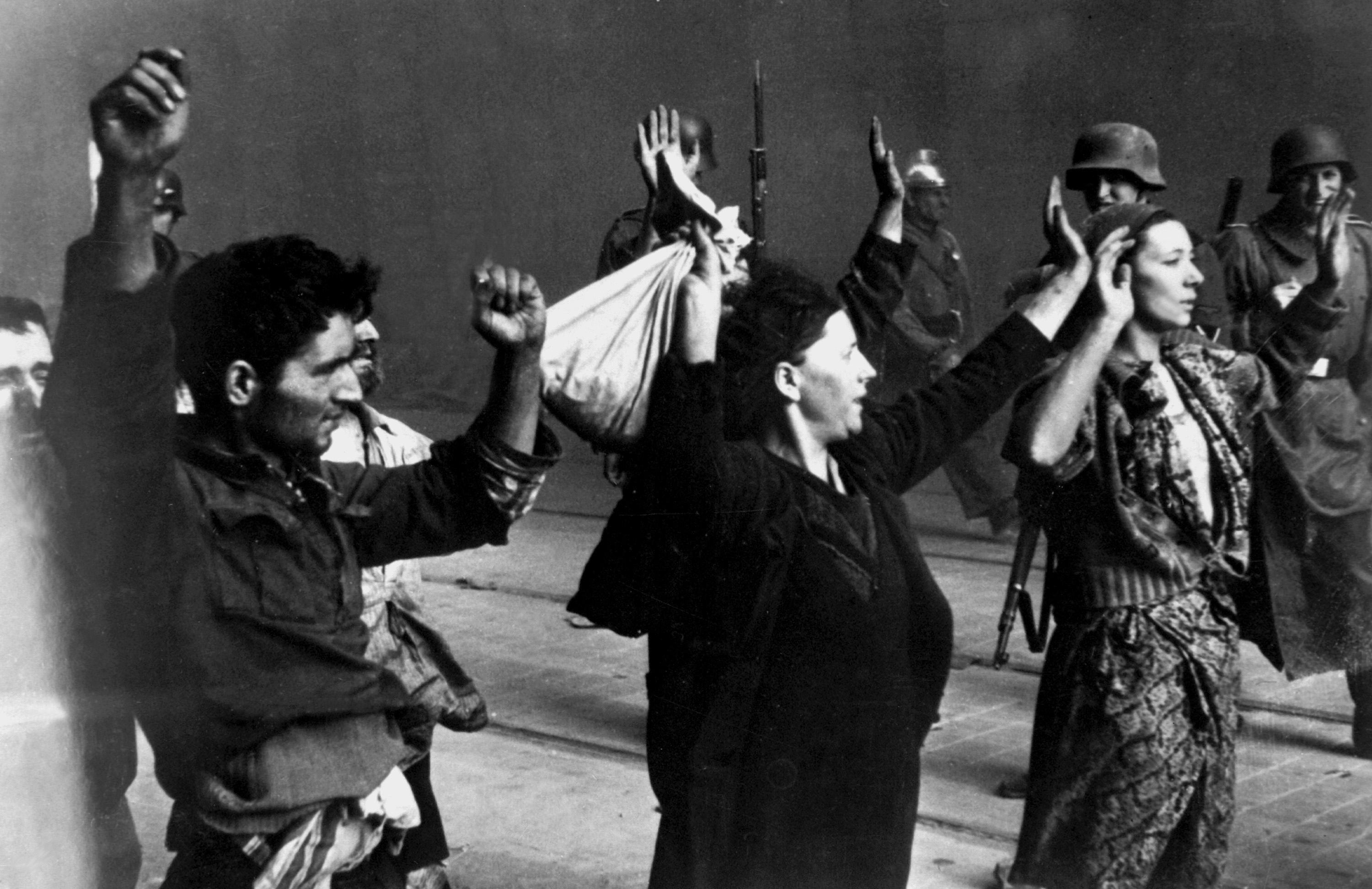
گروهی از جنگجویان یهودی در جریان خیزش گتو ورشو؛ عکس از گزارش اشتروپ

در ۱۹۴۰ دسترسی گتو ورشو به روزنامه‌های جنبش زیرزمینی لهستان قطع شد و تنها روزنامه مجاز به وارد شدن به محدوده گتو، ارگان تبلیغاتی دولت عمومی با نام Gazeta Gazydowska بود. در نتیجه، از ماه مه ۱۹۴۰ تا اکتبر ۱۹۴۱، یهودیان گتو روزنامه‌های زیرزمینی خود را منتشر می‌کردند و در آن‌ها اخبار امیدوارکننده‌ای در مورد جنگ و چشم‌انداز آینده ارائه می‌دادند. برجسته‌ترین آن‌ها توسط حزب سوسیالیست یهود و جنبش کارگری صهیونیست منتشر می‌شد. این دو گروه اتحادی تشکیل دادند اما دسترسی به اسلحه نداشتند. این مقالات اگرچه کشتار جنگ را نکوهش می‌کردند، اما در بیشتر موارد به تشویق مقاومت مسلحانه نمی‌پرداختند.
یهودیان عمدتاً در اروپای شرقی اقدام به مقاومت غیر مسلحانه می‌کردند. برای نمونه، یهودیان جوان غذا را به درون گتو قاچاق می‌کردند یا زندانیان اردوگاه‌های مرگ را به‌طور پنهانی به جنگل‌های اطراف سوبیبور و تربلینکا می‌بردند، در حالی که همتایانشان در اروپای غربی دست به مقاومت مسلحانه می‌زدند. میان آوریل و مه ۱۹۴۳، پس از اینکه مشخص شد قرار است آلمانی‌ها ساکنان باقی مانده گتو را به تربلینکا اخراج کنند، یهودیان اسلحه به دست گرفتند و علیه نازی‌ها قیام کردند. یهودیان ورشو از سازمان نبرد یهود (ŻOB) و اتحادیه نظامی یهود (ŻZW)، با تعدادی اسلحه کمری و کوکتل مولوتف با آلمانی‌ها جنگیدند، و مقاومت لهستان نیز برای پشتیبانی از آن‌ها از بیرون اردوگاه اقدام به حمله کرد. پس از نبردهای شدید، نیروهای آلمانی که دست بسیار بالاتری داشتند گتو ورشو را آرام کردند و همه ساکنان باقیمانده را کشتند یا به مراکز کشتار تبعید کردند.
بسیاری دیگر خیزش‌های کوچک و بزرگ در گتوها رخ دادند، ولی بیشترشان موفقیت‌آمیز نبودند. خیزش گتو بیاویستوک و خیزش گتو چنتستوخووا از آن جمله هستند.

### در اردوگاه‌ها

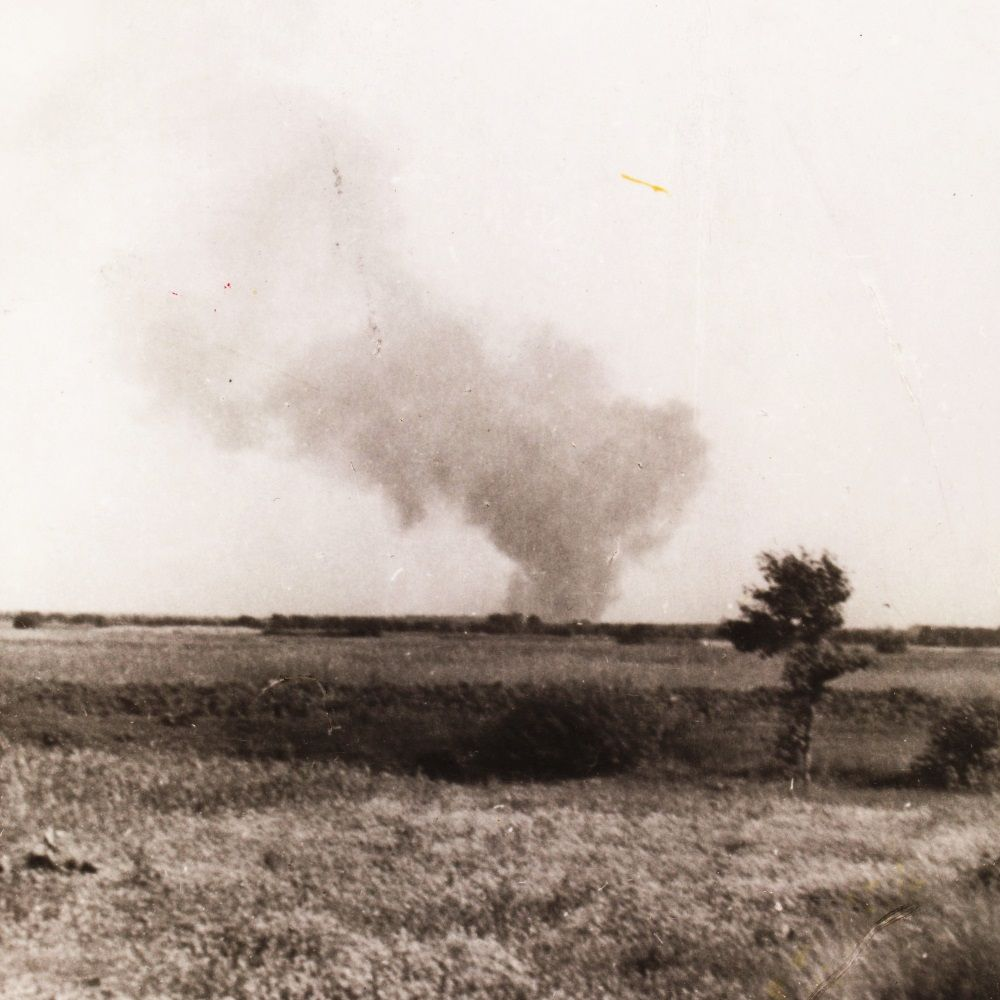
پس از خیزش زندانیان در تربلینکا، دود از این اردوگاه برمی‌خیزد، اوت ۱۹۴۳

اقدامات مقاومتی گسترده‌ای در سه اردوگاه مرگ صورت گرفتند:
- در اوت ۱۹۴۳، خیزشی در اردوگاه مرگ تربلینکا روی داد. پس از آنکه دو مرد جوان توانستند با کلیدهای جعلی وارد اتاق تسلیحات بشوند، شرکت‌کنندگان توانستند اسلحه و نارنجک به دست آوردند. سپس سلاح‌ها درون سطل‌های زباله در سراسر اردوگاه به دیگران داده شدند. با این حال، هنگام توزیع اسلحه، یک نگهبان نازی یکی از زندانیان را متوقف کرد و از او پول قاچاق پیدا کرد. سازمان‌دهندگان از ترس اینکه زندانی مورد شکنجه قرار گیرد و برنامه را لو بدهد، تصمیم گرفتند که شورش را زودتر از موعد مقرر بدون کامل کردن پخش سلاح به راه بیندازند. آن‌ها نارنجکی - که سیگنال توافق شده برای آغاز خیزش بود - را منفجر کردند. سپس زندانیان با اسلحه و نارنجک به نگهبانان نازی حمله کردند. چندین نگهبان آلمانی و اوکراینی کشته شدند، یک مخزن سوخت به آتش کشیده شد، پادگان‌ها و انبارها سوزانده شدند، وسایل نقلیه نظامی از کار افتادند و چند نارنجک به درون مقر اس‌اس پرتاب شدند. نگهبانان با شلیک مسلسل به آنها پاسخ دادند و ۱۵۰۰ زندانی کشته شدند - اما ۷۰ زندانی توانستند بگریزند. نگهبانان کسانی را که با اسب و اتومبیل فرار کرده بودند تعقیب کردند، اما برخی از کسانی که فرار کردند مسلح بودند و آتش نگهبانان را پاسخ دادند. این رویداد، عملیات کشتار با گاز در اردوگاه را به مدت یک ماه با تأخیر مواجه کرد.[۶]
- در اکتبر ۱۹۴۳، خیزشی در اردوگاه مرگ سوبیبور به رهبری لئون فلدهندلر، زندانی یهودی لهستانی، و الکساندر پچرسکی اسیر جنگی یهودی شوروی به وقوع پیوست. زندانیان به‌طور پنهانی ۱۲ افسر اس‌اس آلمانی از جمله معاون فرمانده و تعدادی از نگهبانان اوکراینی را به قتل رساندند. اگرچه نقشه کشته شدن همه اعضای اس‌اس و بیرون رفتن از دروازه اصلی اردوگاه را پیشبینی می‌کرد، اما نگهبانان پی به این قتل‌ها بردند و آتش گشودند. زندانیان سپس ناچار شدند برای رسیدن به آزادی زیر آتش بدوند؛ حدود ۳۰۰ تن از ۶۰۰ زندانی در اردوگاه توانستند زنده فرار کردند. همه به جز ۵۰ تا ۷۰ زندانی در میدان‌های مین اطراف کشته شدند یا توسط آلمانی‌ها دستگیر و به قتل رسیدند. با این حال، این فرار نازی‌ها را ناچار به بستن اردوگاه کرد و جان عده بی‌شماری را نجات داد.[۷]
- در ۷ اکتبر ۱۹۴۴، یهودیان زوندرکوماندو (زندانیانی که جدا از اردوگاه اصلی بودند و در اتاق‌های گاز و کوره‌های سوزاندن اجساد کار می‌کردند) در آشویتس قیام کردند. زندانیان زن از کارخانه تولید اسلحه مواد منفجره قاچاق کرده بودند و کوره آدم‌سوزی شماره چهار با انفجار تا حدی نابود شد. در این مرحله زوندرکوماندوهای برکناو یک به آنها پیوستند، بر نگهبانان خود غلبه کردند و توانستند از محوطه خارج شوند. سپس زندانیان اقدام به فرار دسته جمعی کردند، اما با آتش شدید جلوی آنها گرفته شد. در این قیام سه نگهبان کشته شدند، از جمله Oberkapo (کاپو ارشد) که زنده به درون کوره رانده شد. تقریباً همه ۲۵۰ فراری کشته شدند. همچنین نقشه‌هایی بین‌المللی برای یک خیزش عمومی در آشویتس با حمله هوایی متفقین و کمک ارتش میهنی از خارج هماهنگ شده بودند.

### گروه‌های پارتیزانی
تعدادی از گروه‌های پارتیزانی یهودی در بسیاری از کشورها به ویژه لهستان فعالیت داشتند. برجسته‌ترین این گروه‌ها پارتیزان‌های بیلسکی بودند که در فیلم دعوت به جنگ به تصویر کشیده شدند، و نیز پارتیزان‌های پارچف که در جنگل‌های نزدیک لوبلین فعالیت داشتند. صدها یهودی گریخته از گتوها به گروه‌های مقاومت پارتیزانی پیوستند.